# Silurichthys schneideri
Silurichthys schneideri és una espècie de peix de la família dels silúrids i de l'ordre dels siluriformes.

## Morfologia
- Els mascles poden assolir 16 cm de longitud total.[5][6]

## Hàbitat
És un peix d'aigua dolça i de clima tropical.

## Distribució geogràfica
Es troba a Àsia: nord de Sumatra (Indonèsia), nord de la Malàisia peninsular, sud i sud-est de Tailàndia i sud de Cambodja.